# Persée secourant Andromède
Persée secourant Andromède est un tableau peint en 1611 par le peintre maniériste Joachim Wtewael, et conservé au musée du Louvre depuis 1982.

## Description
Avant de réaliser ce tableau, à l'âge d'environ 55 ans, Wtewael effectue un dessin - actuellement conservé au musée Albertina de Vienne - qui reprend la position de son Saint Sébastien attaché à un arbre. 
Il choisit finalement une position moins ondulée et plus souple pour représenter Andromède. Celle-ci est presque un tableau dans le tableau, tant le personnage est traité comme un nu académique (à la Goltzius), mais empli de sensualité : Andromède qui illustre bien son nom (« celle qui règne sur les hommes » est une des deux étymologies possibles) ne souffre aucunement d'être attachée et semble plutôt s'offrir à la convoitise du regardeur, un pied posé sur un grand coquillage suggestif.
Elle regarde quand même son sauveur, Persée, qui s'apprête à fondre sur le monstre marin (nommé, dans la mythologie grecque, Cetus, mot qui sera utilisé pour créer celui de cétacé). Dans la représentation de celui-ci, le maniérisme de Wtewael s'exacerbe surtout par le bariolage de couleurs (vert, rose, jaune, rouge). Pégase que chevauche Persée  est représenté avec des ailes bien réduites (contrairement à ce qu'avait fait Golzius, en 1583).
Le paysage est à la Breughel, et la nature morte de coquillages et d'ossements à la Bosschaert.
Le tableau est signé, et daté 1611, à gauche sur le rocher derrière le bracelet de chaîne.  La guerre de Quatre-Vingts Ans courant de 1568 à 1648, Wtewael a peut-être utilisé ce thème de Persée secourant Andromède comme une allégorie de la lutte d'indépendance contre l'Espagne. D'autres artistes néerlandais de l'époque l'ont fait explicitement.